# William Fisher
William "Willie" Fisher, född den 14 mars 1940 i Craigneuk, död den 6 oktober 2018 i Wishaw, North Lanarkshire var en brittisk boxare.
Fisher blev olympisk bronsmedaljör i lätt mellanvikt i boxning vid sommarspelen 1960 i Rom.